# The Orchard (compañía)
The Orchard es una compañía estadounidense de música y entretenimiento, que se dedica a la distribución de medios. Es una subsidiaria de Sony Music, con sede en la ciudad de Nueva York. En 2019, la empresa vendió su división de cine y televisión, que pasó a llamarse 1091 Media.

## Historia
La empresa fue fundada en 1997 por Scott Cohen y Richard Gottehrer en la ciudad de Nueva York.
A principios de 2003, Dimensional Associates compró The Orchard. Danny Stein, director ejecutivo de Dimensional Associates, fue nombrado presidente ejecutivo y Greg Scholl dejó la firma de consultoría de gestión McKinsey & Company para convertirse en director ejecutivo de The Orchard, cambiando su estrategia y modelo operativo y creando un nuevo equipo de gestión.
En 2009, The Orchard fue nombrada la 66.ª empresa de más rápido crecimiento en América del Norte durante el período de cinco años de 2004 a 2009. Scholl aceptó el cargo de presidente de medios integrados locales en NBCUniversal y Brad Navin fue nombrado director ejecutivo. El 1 de julio de 2009, Sony Music Entertainment e IODA anunciaron su asociación estratégica global para aprovechar las redes de distribución minorista en línea combinadas en todo el mundo y las tecnologías complementarias para respaldar a los sellos discográficos independientes y los titulares de derechos musicales. 
El 5 de marzo de 2012, Sony adquirió la participación restante de IODA. Las operaciones de la empresa se fusionaron con Orchard. Sony adquirió una participación mayoritaria del 51% en la empresa en un acuerdo en efectivo y acciones con una valoración total estimada de 100 millones de dólares.
En 2015, Sony Music Entertainment adquirió el capital restante de la empresa por más de 200 millones de dólares. 
IODA (Alianza de distribución en línea independiente) era una empresa global de ventas, marketing y distribución con una participación mayoritaria propiedad de Sony. La subsidiaria prestó servicios a artistas independientes, sellos discográficos, cineastas y otros proveedores de contenido en medios digitales y móviles, incluida la realización de reclamos de derechos de autor sobre contenido en línea. Fundada en 2003, IODA brindó varios servicios de distribución, marketing, publicación y administración a sellos discográficos independientes seleccionados, distribuidores físicos, compañías de video, artistas de grabación, cineastas, editores de medios impresos y autores independientes, incluidas negociaciones de licencias, codificación de medios y gestión de metadatos, regalías. administración de pagos y generación de informes, y apoyo promocional y de marketing. IODA tenía relaciones con los principales minoristas de descargas en línea y móviles, incluidos iTunes, eMusic, Rhapsody y Amazon.com.

### Programación de YouTube
El alojamiento digital YouTube de The Orchard tiene más de 1,000 canales en todo el mundo y utiliza tecnología, desarrollada internamente, llamada BACON (Reclamación automatizada masiva en la red de The Orchard) para rastrear, reclamar y rastrear videos de YouTube para monetizar para sus clientes, ocupó el puesto 7 en los Estados Unidos en julio de 2014.
Los usuarios de YouTube han expresado su preocupación acerca de que The Orchard reclame la propiedad de los derechos de autor de la música utilizada en el contenido generado por los usuarios que puede o no pertenecer a ellos. Según un artículo de The Orchard en su blog Daily Rind, si el audio coincide con un propietario de derechos de autor en particular a través del sistema de identificación de contenido de YouTube, se colocarán uno o más enlaces debajo del video para ayudar a promocionar la música del propietario de los derechos de autor, y el video permanecerá disponible. El artículo establece que The Orchard Team elimina los reclamos erróneos después de revisarlos al comunicarse por correo electrónico con su departamento de disputas. Sin embargo, no son oportunos en su respuesta, lo que lleva a algunos usuarios de YouTube (o propietarios/creadores de derechos de autor/contenido original) a creer que The Orchard está intentando obtener ingresos de AdSense falsamente a partir de reclamos que no se cuestionan.
The Orchard, junto con Rumblefish Inc., estuvo sujeto a una disputa por fraude de copias en 2019 con respecto a una actuación de dominio público de la United States Navy Band cargada en YouTube. Un estudio de caso de 2019 señaló ejemplos de The Orchard vendiendo obras musicales e ingresos por publicidad digital en línea sin el permiso de los artistas en el caso de 2010 Bryant v. Media Right Productions, Inc.

### Etiquetas distribuidas
The Orchard posee los catálogos de TVT Records, Premium Latin Music (sede de Aventura), Blind Pig Records, Rimas Entertainment (mediados del 2021-2022).

### Distribución de películas
En 2019, Orchard Film se vendió y pasó a llamarse 1091 Media.

## BalconyTV
BalconyTV es un canal de música en línea lanzado en junio de 2006, que presenta actuaciones acústicas en balcones de todo el mundo. En 2007, ganó el premio al mejor sitio web de música en los Irish Digital Media Awards y fue nominado a mejor contenido de video viral en los Webby Awards en 2008. Desde entonces, el canal se ha expandido para albergar más de 12 000 espectáculos en más de 50 ciudades y más de 25 países. El canal fue adquirido por The Orchard en 2014.